# Томашов Лубелски
Томашов Лубелски (пољ. Tomaszów Lubelski) град је у Пољској у Војводству лублинском. По подацима из 2012. године број становника у месту је био 20 209.

## Становништво
| 2012.  |
| ------ |
| 20 209 |